# Lac Long (Saint-Alban)
Pour les articles homonymes, voir Lac Long.
Le lac Long est situé dans la municipalité de Saint-Alban, dans la MRC de Portneuf, dans la région administrative de la Capitale-Nationale, Québec, Canada.
La zone autour du lac Long est desservie du côté est par le chemin Joseph-Perthius (partie nord-est) et le chemin du Lac-Longt). Des routes forestières secondaires desservent les autres parties autour du lac. La foresterie constitue la principale activité économique du secteur; les activités récréotouristiques, en second.

## Géographie
D'une longueur de 6,7 km et d'une largeur maximale de 1,6 km, le lac Long est fait tout en longueur dans un axe orienté vers le sud-est. Ce lac est situé entièrement en milieu forestier. Ce lac comporte quatre baie sur la rive sud-ouest dont l'une reçoit la décharge (venant de l'ouest) du Lac Nadeau. Il comporte aussi deux baies sur la rive nord-est dont l'une recueille la décharge (venant de l'est) d'un petit lac non identifié et l'autre reçoit la décharge d'un ensemble de lacs dont Lac à Gougeon, Le Gros Lac, Lac Travers, Lac La Salle, Lac Damas, Lac des Îles, Lac Lépine et Lac Pas de nom.
Comportant 70 km2, le parc naturel régional de Portneuf englobe les lacs Long, Montauban, Carillon, Sept Îles, en Cœur, "À l'Anguille" et quelques autres plans d'eau plus secondaires. Ce parc est populaire pour les activités récréo-touristiques: pistes de randonnées, rampe de mise-à-l'eau...
L'embouchure du lac Long est située au sud-est du lac. Son émissaire est la rivière Noire, laquelle traverse la plaine du Saint-Laurent de façon serpentine jusqu'au village de Saint-Casimir. À partir de l'embouchure du lac Long, le courant coule sur:
- km vers le sud par la rivière Noire;
- 11,5 km vers le sud par la rivière Sainte-Anne qui se déverse sur la rive nord-ouest du fleuve Saint-Laurent[2].

## Toponymie
La dénomination Lac Long apparaît sur la carte du canton de Montauban de 1902. Tous les documents cartographiques subséquents reproduisent la même graphie, sauf un cas où ce plan d'eau est désigné Lac Poline. La toponymie québécoise comporte plus de 200 lieux géographiques nommés ainsi (Long ou Longue) officiellement en raison de leur étendue dans le sens de la longueur, dont les désignations en langues autochtones revêtent les formes de Kinogami, Kachinukamach, Kachinuwayach, Takiyok... Historiquement, cartes et textes anciens montrent que l'adjectif long ou longue était utilisé dans la toponymie de la Nouvelle-France. Par exemple, Champlain consigne le nom «isle Longue» en 1604; la Relation des Jésuites pour 1634 mentionne «au Long Sault» sur l'Outaouais. Une carte de 1702 montre que la Longue Pointe formée par l'île de Montréal face aux îles de Boucherville avait déjà contribué à nommer le fort de la Longue-Pointe et permettra par la suite d'identifier la paroisse en 1724 et la municipalité en 1845. Aujourd'hui, ce sont les lacs qui sont majoritairement dénommés de cette façon puisqu'on en a recensé plus de 160 répartis dans tout le territoire. Par ailleurs, plusieurs toponymes sont connus officiellement sous une autre appellation que leur désignation originelle de Long ou Longue. Par exemple, la rivière Koroc, dans le Nord-du-Québec, a antérieurement porté la dénomination de Rivière Longue. Plusieurs lacs Long, remplacés, ont reçu des patronymes tels que le lac Chopin, le lac Bouthillier, le lac Bienville, etc. Certains ont pris d'autres noms descriptifs ou communs qui gravitent parfois dans le même champ sémantique que le mot long comme Allongé, Effilé, Étroit, Filiforme, etc.
Le toponyme lac Long a été officialisé le 5 décembre 1968 à la Banque des noms de lieux de la Commission de toponymie du Québec.